# Mach (jádro)
Mach (výslovnost [mɑːk]IPA) je jádro operačního systému, které bylo vyvinuto na Univerzitě Carnegie Mellon pro podporu výzkumu operačních systémů a paralelních výpočtů. Přestože je Mach často označován jako jeden z prvních příkladů mikrojádra, ne všechny jeho verze jsou mikrojádra. Mach posloužil jako základ moderních jader operačních systémů, např. Apple XNU – součást systémů macOS, iOS a Darwin (zde se nejedná o mikrojádro, ale hybridní jádro) a GNU Hurd ([gnu: hɜːd]; zde se jedná o mikrojádro).

## Historie
Projekt na Univerzitě Carnegie Mellon probíhal od roku 1985 do 1994, kdy skončil zdánlivým neúspěchem s jádrem Mach 3.0, které konečně bylo pravým mikrojádrem. Projekt poté převzali a zcela přepracovali na Utažské univerzitě, jako Mach 4; ten byl vyvíjen jako náhrada za jádro v BSD verzích UNIXu. Dnes už je experimentální vývoj jádra Mach zřejmě u konce, ačkoliv Mach a systémy od něj odvozené se používají v mnoha komerčních operačních systémech, zejména v Apple macOS a iOS – oba používají jádro XNU, které je založeno na předchozí verzi jádra Mach. Také systém správy virtuální paměti jádra Mach byl použit pro vývoj BSD a objevuje se ve všech moderních UNIXových systémech odvozených od BSD.